# Schloss Náchod

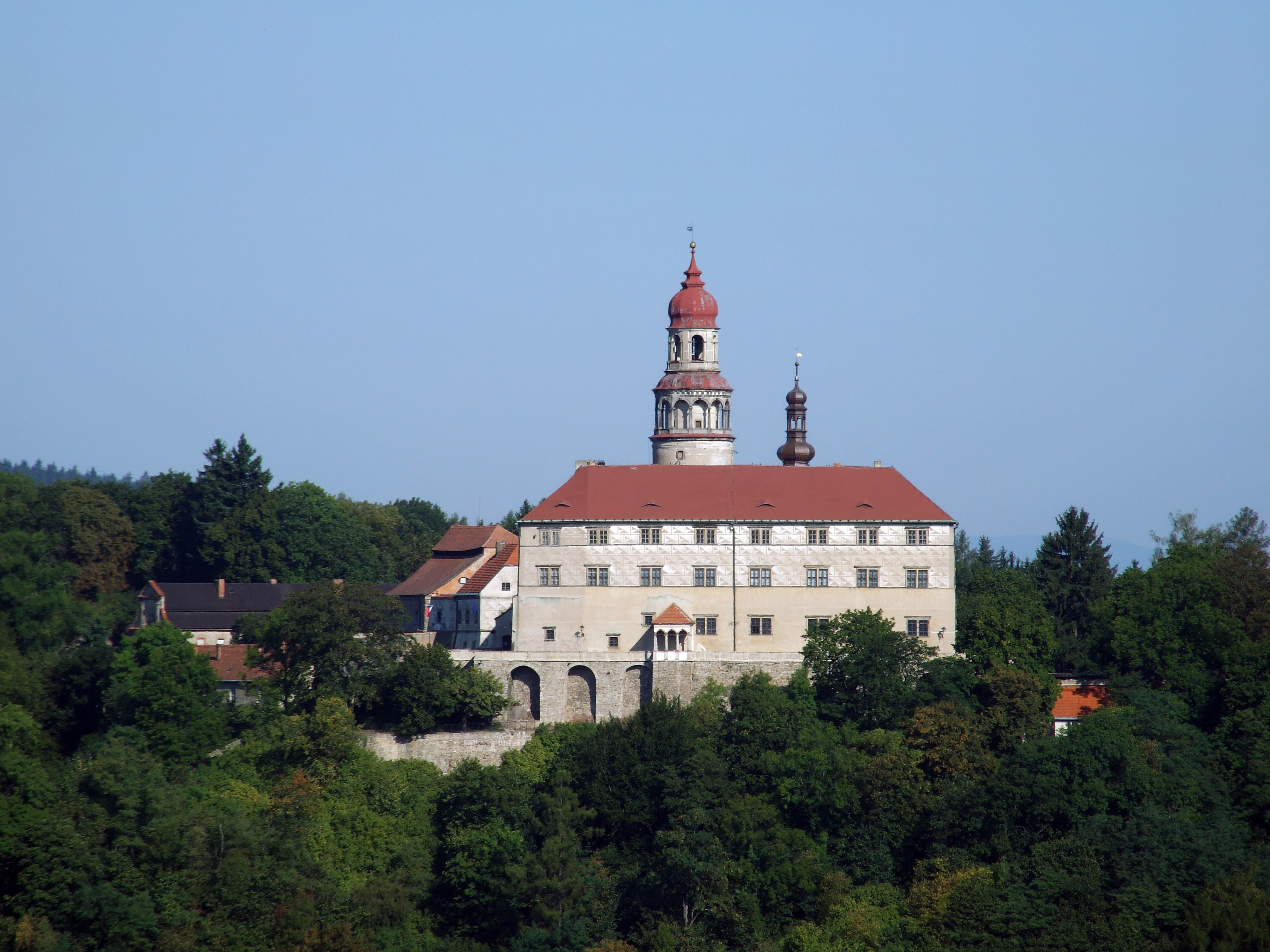
Schloss Náchod

Das Schloss Náchod in der gleichnamigen ostböhmischen Stadt Náchod entwickelte sich aus einer ehemaligen Grenzburg.

## Geschichte

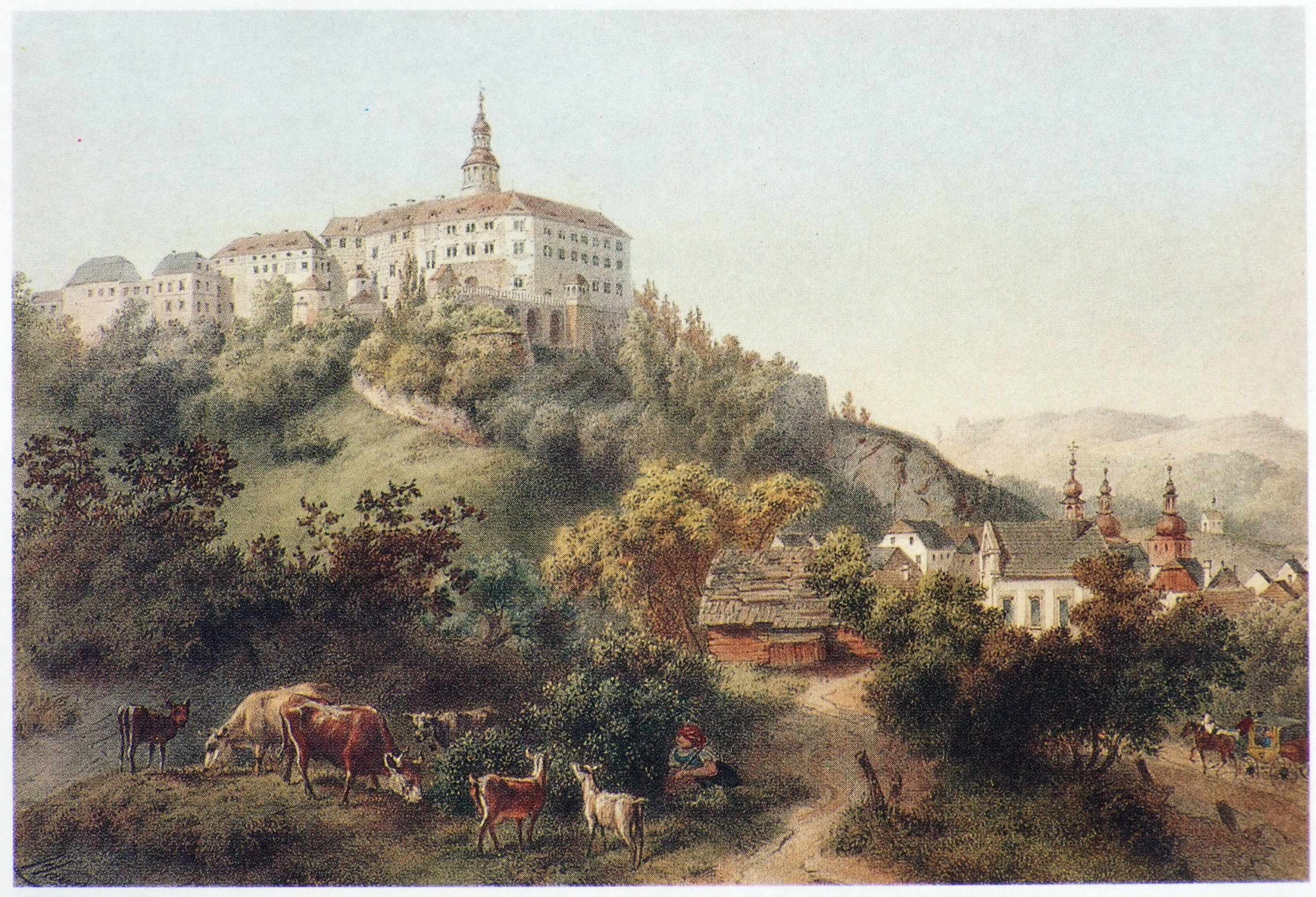
Lithographie von August Carl Haun, 1867

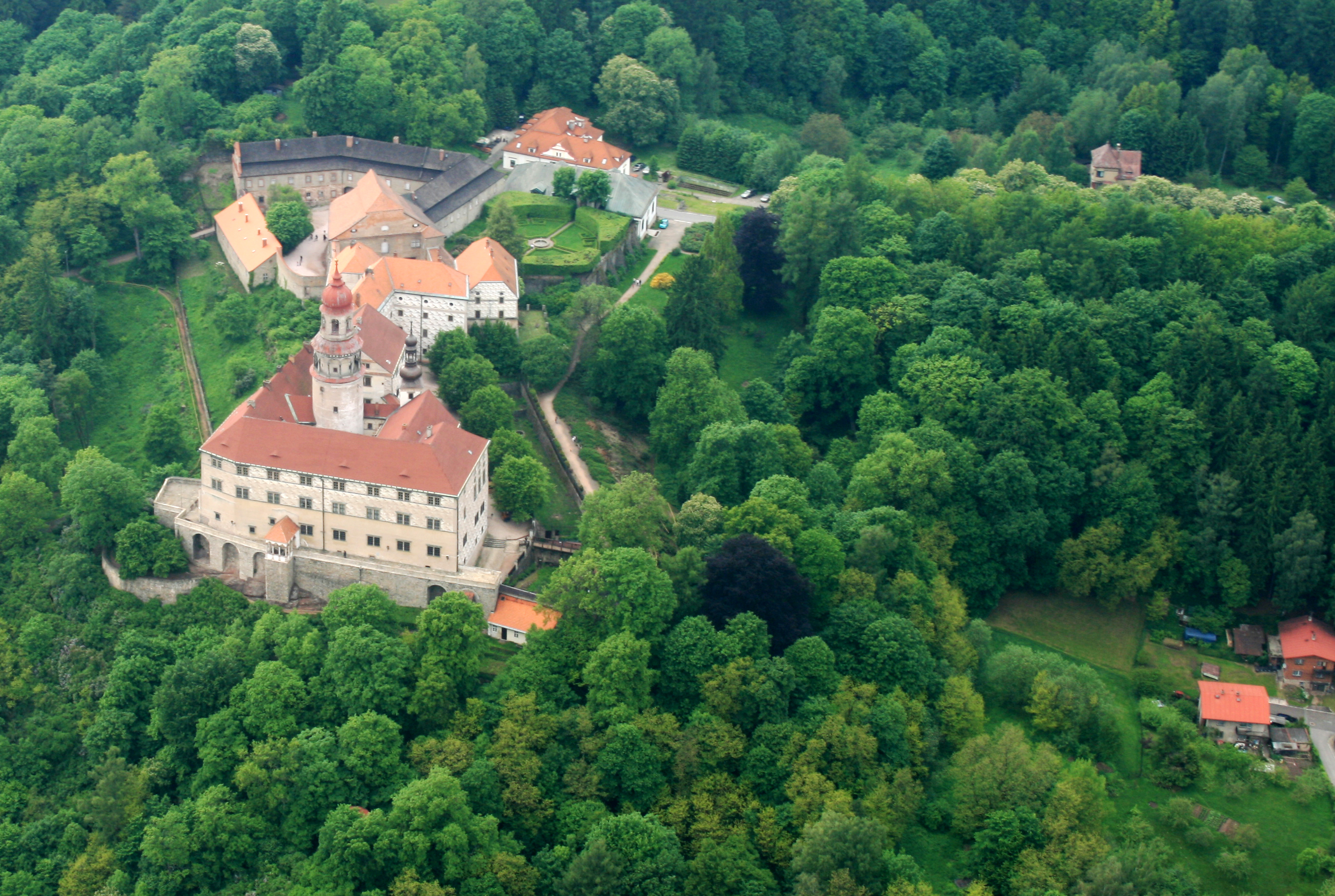
Luftaufnahme

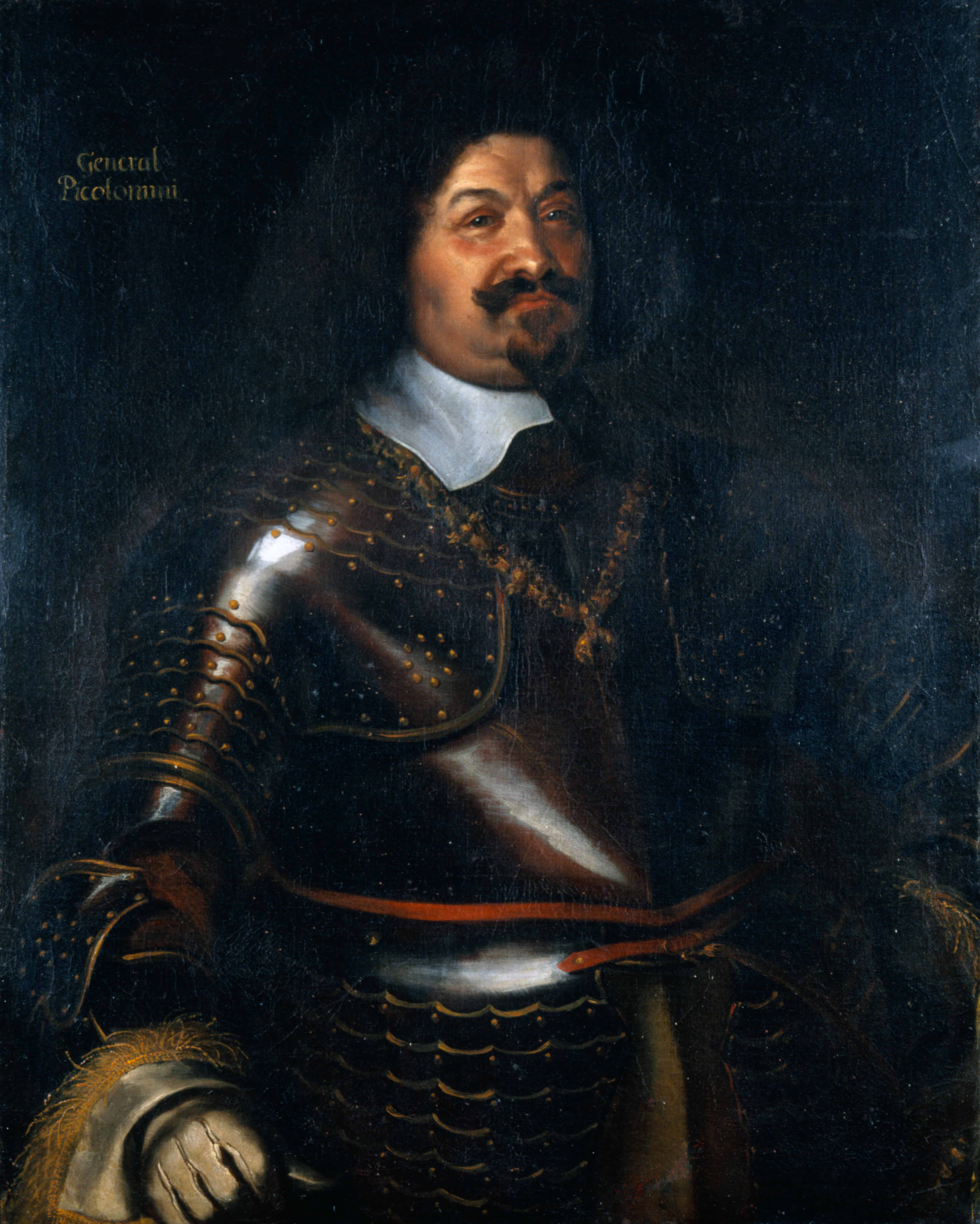
Ottavio Piccolomini

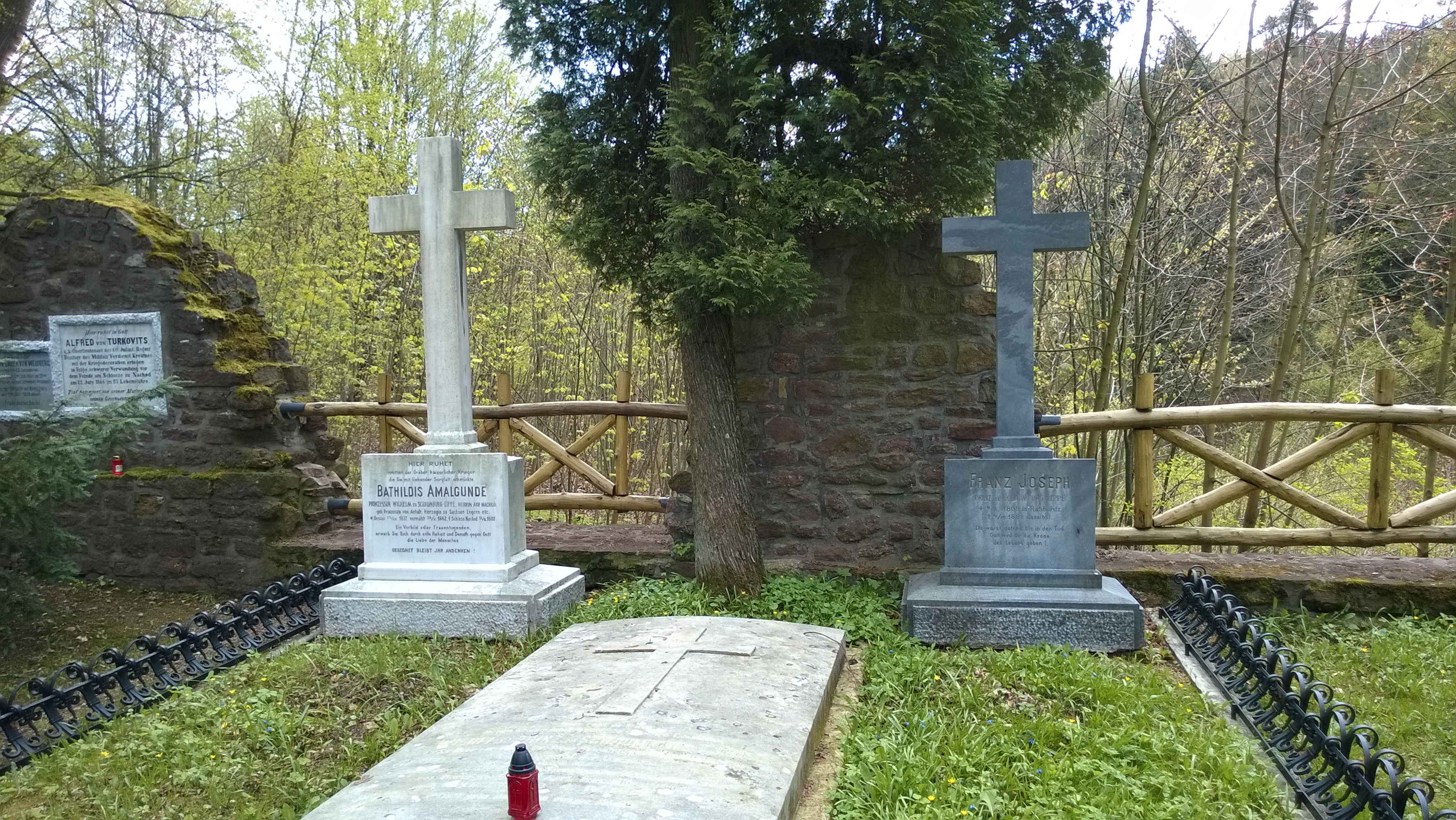
Friedhof am weißen Kreuz in Náchod mit Gräbern der Besitzer von Schloss Náchod

An einer strategisch wichtigen Stelle ließ Hron von Načerat, der für das Jahr 1254 als Hron von Náchod belegt ist, um 1250 eine Burg errichten, die den Landespfad von Prag über Náchod und den zu Böhmen gehörenden Glatzer Kessel in die niederschlesische Tiefebene nach Breslau sichern sollte. Die Burg wurde im Laufe der Zeit umfassend und weitläufig befestigt und mehrmals umgebaut. Zu den häufig wechselnden Besitzern zählten u. a. die böhmischen Könige Johann von Luxemburg und Georg von Podiebrad sowie dessen Sohn Heinrich d. Ä. von Münsterberg.
1544 erwarben die Smiřický von Smiřice die Herrschaft Nachod, die 1554 in den Herrenstand aufstiegen. Da sie zahlreiche Landes- und Hofämter bekleideten, entsprach die ehemalige Burg nicht ihren gesellschaftlichen Ansprüchen. Sie wurde in den Jahren 1554–1614 zu einem Renaissanceschloss umgebaut. Da die Smiřický von Smiřice Anhänger des Winterkönigs Friedrich von der Pfalz waren und Albrecht Jan Smiřický von Smiřice zudem am Prager Fenstersturz beteiligt war, verloren sie nach der Schlacht am Weißen Berge ihre Besitzungen. Schloss und Herrschaft Nachod erhielten die Trčka von Leipa.
Nach der Ermordung des Grafen Adam Erdmann Trčka von Leipa 1634 in Eger belohnte Kaiser Ferdinand II. seinen General Ottavio Piccolomini mit den Nachoder Besitzungen. Dieser veranlasste 1650–1655 einen barocken Umbau und die Erweiterung um den Piccolomini-Flügel sowie um die Schlosskapelle durch Carlo Lurago. Die Verbesserung der Verteidigungsanlagen des Schlosses wurden durch den Baumeister Giovanni Pieroni und den Militär und früheren Weggefährten Piccolominis Jan van der Croon geplant. Weiters beauftragte Piccolomini den flämischen Schlachtenmaler Pieter Snayers mit der Anfertigung von zwölf großformatigen Schlachtengemälden zur Dekoration von Schloss Nachod. Diese zeigen die militärischen Erfolge Piccolominis im Dreißigjährigen Krieg und befinden sich heute im Heeresgeschichtlichen Museum in Wien.
Ende des 18. Jahrhunderts ließ Peter von Biron ein Schlosstheater errichten. Nach dessen Tod 1800 erbte seine Tochter Wilhelmine von Sagan Schloss und Herrschaft. Seit der Mitte des 19. Jahrhunderts gehörte das Schloss dem deutschen Fürstenhaus Schaumburg-Lippe. Letzter Besitzer war Friedrich zu Schaumburg-Lippe. Das Haus  Schaumburg-Lippe wurde 1945 durch die Tschechoslowakei enteignet; das Schloss ging in staatlichen Besitz über.
Das Schloss liegt über dem Marktplatz von Náchod. Es beherbergt eine wertvolle Sammlung von Gemälden und Brüsseler Gobelins sowie eine Schlossbibliothek.